# 짓2: 붉은 낙타
"짓2 : 붉은 낙타"는 2015년에 개봉한 대한민국의 영화이다.

## 캐스팅
- 고원 : 가인 역
- 김민기 : 도경 역
- 류한홍 : 병수 역
- 이재인 : 주현 역
- 박종환 : 병원장 역
- 강미 : 가인 모 역
- 유지수 : 지은 역
- 홍태선 : 영준 역
- 최이준 : 신 형사 역
- 최수빈 : 고 형사 역
- 이도아 : 여의사 역 (우정출연)